# سرمایه‌گذاری برخط
سرمایه‌گذاری بر خط یا معامله بر خط فرایند خرید و فروش اوراق بهادار توسط سرمایه‌گذاران و معامله گران مستقل با استفاده از یک شبکه الکترونیک است که معمولاً توسط یک شرکت کارگزاری انجام می‌گردد. این نوع معامله و سرمایه‌گذاری از اواخر دهه ۱۹۹۰ باخدماتی که بسیاری از کارگزاری‌ها از طریق پایگاه گسترده‌ای از معامله‌های آنلاین ارائه می‌کردند به قاعده‌ای برای سرمایه‌گذاران و معامله گران مستقل تبدیل شد.

## بررسی اجمالی
قبل از ظهور اینترنت ، سرمایه‌گذاران باید با کارگزار خود تماس گرفته و سفارش می‌دادند سپس کارگزار سفارش آن‌ها را در سیستم خود که با واحد معامله در ارتباط بود وارد می‌کرد.
در اوت ۱۹۹۴ شرکت K. Aufhauser & Company (که بعداً TD Ameritrade آن را تصاحب کرد) اولین شرکت کارگزاری بود که خدمات معاملات برخط را از طریق " WealthWEB " ارائه کرد. از آن زمان سرمایه‌گذاری بر خط رشد قابل توجهی را تجربه کرد. سرمایه‌گذاران قادر بودند تا سفارش‌های خود را به‌طور مستقیم و آنلاین وارد کنند و حتی از طریق شبکه‌های ارتباط الکترونیک (ECN) با دیگر سرمایه‌گذاران معامله کنند. برخی سفارش‌هایی که به صورت آنلاین وارد می‌گردد توسط کارگزار کنترل شده و تأیید و نظارت آن‌ها را برعهده دارند. این مرحله باعث محافظت از مشتری و کارگزار در برابر معاملات غیرقانونی یا اشتباه که بر پرتفوی مشتری یا مجوز کارگزار تأثیر می‌گذارد می‌گردد.
کارگزاران برخط در آمریکا اغلب به عنوان کارگزاران تخفیفی شناخته می‌شوند اما در اروپا و آسیا بسیاری معتقدند این کارگزاران با افراد با خالص سرمایه بالا کار می‌کنند. شهرت آن‌ها به علت سرعت وسهولت در وارد کردن سفارش‌های آنلاین و کارمزدها و کمیسیون‌های بسیار پایین‌تر از کارگزاران با خدمات کامل در ایالات متحده است.
از اواسط دهه ۲۰۰۰ دو نوع کارگزاری برخط به وجود آمد. یک نوع آن کارگزارانی است که دسترسی مستقیم به معاملات بورس‌ها را فراهم می‌کند مانند کارگزران تعاملی. در حالی که نوع دیگر کارگزاری چون TD Ameritrade سفارش‌ها را به شرکت‌های بازارساز می‌دهد تا سفارش هارا پرکنند. مثالی از شرکت‌های بازار ساز Knight Capital Group است که تحت عنوان هولدینگ KCG شناخته می‌شود.

## ابزار و پایگاه‌های معاملاتی
سرمایه‌گذارانی که از طریق شرکت کارگزاری برخط معامله می‌کنند یک پایگاه معاملات برخط برایشان فراهم شده‌است. این پایگاه آنلاین به عنوان مرکزی عمل می‌کند که به سرمایه‌گذاران اجازه می‌دهد تا به خرید و فروش اوراق بهاداری چون اوراق با درآمد ثابت، سرمایه/سهام، اختیارات و صندوق‌های سرمایه‌گذاری مشترک بپردازند. به همراه این پایگاه ابزارهایی جهت پیگیری و نظارت بر اوراق بهادار، پرتفوی‌ها و شاخص‌ها وابزارهایی جهت تحقیق، زمان واقعی جریان‌های انتقالی و اخبار به روز شده که همگی برای معامله سودآور لازم است وجود دارد که اغلب ابزارهای تحقیقی قوی مانند گزارش‌های تحلیلی کامل و عمیق و بازیابی‌های سفارشی برای ارزیابی اینکه چقدر استراتژی‌های سرمایه‌گذاری خاص در طول دوره‌های تاریخی مختلف محقق شده‌است.

## ریسک‌ها
در تمامی سرمایه‌گذاری‌ها، ریسک تقلب در سرمایه‌گذاری‌ها وجود دارد. این ریسک برای کارگزاران برخطی که سرمایه‌گذارانشان ارتباط شخصی با آن‌ها ندارد و حتی ممکن کارگزار است در یک حوزهٔ قضایی دیگر واقع شده باشد بیشتر است. به همین علت برخی دستگاه‌های نظارتی مالی به سرمایه‌گذاران بلقوه هشدار می‌دهند که در مورد کارگزار برخطی که قصد استفاده از خدماتش را دارد تحقیق کنند و مطمن شوند مجوزشان در ایالت، استان یا کشورشان معتبر است. سرمایه‌گذاران نهادی کمتر قربانی برنامه‌های اوراق بهادار غیرقانونی می‌شوند که اصطلاحاً به آن‌ها اتاق بخار می‌گویند. دولت فدرال ایالات متحده راهنمایی‌های عملی جهت جلوگیری از کلاهبرداری‌های سرمایه‌گذاری از طریق وب سایت خود OnGuard فراهم می‌کنند. این وب سایت به سرمایه‌گذاران هشدار می‌دهد که باید در مقابل خبرنامه‌های اینترنتی، وبلاگ‌ها سرمایه‌گذاری، یا تابلوهای اعلانات محتاط باشند. دستکاری‌های سهام اغلب اطلاعات نادرست را انتشار می‌دهد و "راهنمایی داغ" در این سایت‌ها، تلاشی برای تأثیربر قیمت یک سهام خاص است. همچنین به سرمایه‌گذاران توصیه می‌گردد که به منابع بی‌طرف برای تحقیق در مورد سرمایه‌گذاری خود رجوع کنند. در ایالات متحده، مثالی از آن کمیسیون بورس و اوراق بهادارار یالات متحده (از طریق پایگاه داده‌شان EDGAR)است.
سرمایه‌گذاران معمولاً بدون کمک یک کارگزار یا مشاوره سرمایه‌گذاری به سرمایه‌گذاری می‌پردازند و معمولاً ریسک بلقوه سرمایه‌گذاری در یک سهم خاص را متوجه نمی‌شوند. سرمایه‌گذاران بی‌تجربه طعمه‌های خوبی برای دستکاری سهام هستند به همین علت بسیاری از کارگزاران بر خط ابزارها ی متعددی برای آموزش و آگاهی سرمایه‌گذاران جدید ارائه می‌کنند.

## انتخاب سرمایه‌گذاری
بسیاری از کارگزاران برخط ابزارهایی جهت تحقیق و انتخاب سرمایه‌گذاری بلقوه فراهم می‌کنند. همچنین یاهو فاینانس و ADVFN هم از اشخاصی هستند که اطلاعات فراهم می‌کنند. دیگر سایت‌های معتبر، اطلاعاتی در خصوص بخش‌های کسب و کار، صورت‌های مالی و اخبار شرکت‌های مستقل، و آموزش‌های پایه‌ای درباره موضوعاتی چون تنوع بخشی، تئوری پرتفوی پایه و کاهش ریسک نوسانات بازار سهام ارائه می‌دهند.